# Amour noir et amour blanc
 (août 2025).
Pour plus de détails, voir Fiche technique et Distribution.

Amour noir et amour blanc  est un court métrage d'animation de marionnettes français réalisé par Ladislas Starewitch, sorti en 1923.

## Synopsis
Deux cupidons rivalisent sur deux couples d'une compagnie théâtrale. Entre les personnages de cette histoire, on peut remarquer Charlie Chaplin, Mary Pickford, Tom Mix, Ben Turpin et Eric Campbell.

## Fiche technique
- Titre : Amour noir et amour blanc
- Réalisation : Ladislas Starewitch
- Scénario : Ladislas Starewitch
- Animation : Ladislas Starewitch
- Date de sortie : novembre 1928
- Durée : 19 minutes